# رابرت گاسکوین-سسیل
رابرت آرتور تالبوت گسکوین-سیسل (به انگلیسی: Robert Arthur Talbot Gascoyne-Cecil)‏ سومین مارکیز سالزبری با نام لرد رابرت سیسل یا ویسکنت کرانبورن نیز شناخته می‌شد. دولتمرد اهل بریتانیا از حزب محافظه کار (بریتانیا) و نخست وزیر این کشور برای سه دوره بود. وی جمعاً سیزده سال در این مقام بوده است؛ و اولین نخست وزیر بریتانیا در قرن بیستم است.
لرد رابرت سیسل ابتدا در ۱۸۵۴ عضو مجلس عوام شد؛ و به عنوان دبیر دولت در امور هند در دولت محافظه کار لرد دربی در ۱۸۶۶و ۱۸۶۷ حضور داشت. در ۱۸۶۸ به دنبال مرگ پدر وارد مجلس لردها شد. در ۱۸۷۴ وقتی بنجامین دیزرائیلی کابینه تشکیل داد او به مقام دبیر اجرایی امور هند بازگشت. در ۱۸۷۸ وزیر خارجه شد و نقش رهبری در کنگره برلین را ایفا کرد با اینحال او نگاهی بدبینانه به سیاست طرفداری از عثمانی که به وسیله دیزرائیلی (نخست وزیر) اجرا می‌شد داشت.
بعد از شکست محافظه کاران در ۱۸۸۰ و مرگ دیزائیلی در سال بعد سالزبری به عنوان رهبر حزب محافظه کار در مجلس لردها بود و سر استافورد نورثکوت به عنوان رهبر حزب در مجلس عوام.

او به دنبال استعفای ویلیام اوارت گلدستون رهبر حزب لیبرال بریتانیا در ۱۸۸۵ نخست وزیر شد و تا سال بعد در این مقام بود وقتی گلدستون با لایحه خود مختاری ایرلند وارد صحنه شد سالیسوبوری به مخالفت برخاست و اتحادی با با لیبرال‌های اتحاد خواه که از حزب لیبرال جدا شده بودند تشکیل داد و باعث شد او برنده انتخابات بعدی باشد به این ترتیب در مقام نخست وزیری باقی‌ماند تا زمانی که لیبرالهای گلدستون ائتلافی با حزب ملی‌گرای ایرلند تشکیل دادند و در انتخابات ۱۸۹۲ بیشترین کرسی مجلس و ارا را بخود اختصاص دادند با این وجود لیبرال‌ها در انتخابات ۱۸۹۵ شکست خوردند و سالزبری یک بار دیگر نخست وزیر شد و بریتانیا را در جنگ بوئر رهبری کرد همین‌طور به مبارزه با اتحادیه‌ها پرداخت. او باز هم در انتخابات ۱۹۰۰ پیروز شد در ۱۹۰۲ مقامش را رها کرد و خواهرزاده‌اش آرتور بالفور نخست وزیر شد. سالزبری سال بعد درگذشت.